# Harry Bolton Seed
Harry Bolton Seed (Bolton, 19 de agosto de 1922 — Orinda, 23 de abril de 1989) foi um engenheiro civil e professor universitário britânico. Foi professor da Universidade da Califórnia em Berkeley. É lembrado como o "pai da engenharia geotécnica de terremotos".